# Eggenstein-Leopoldshafen
Eggenstein-Leopoldshafen – gmina w Niemczech, w kraju związkowym Badenia-Wirtembergia, w rejencji Karlsruhe, w regionie Mittlerer Oberrhein, w powiecie Karlsruhe. Leży ok. 12 km na północ od Karlsruhe, przy drodze krajowej B36.

## Współpraca
Miejscowości partnerskie:
- Höflein, Austria
- Obhausen, Saksonia-Anhalt